# Rongorongo

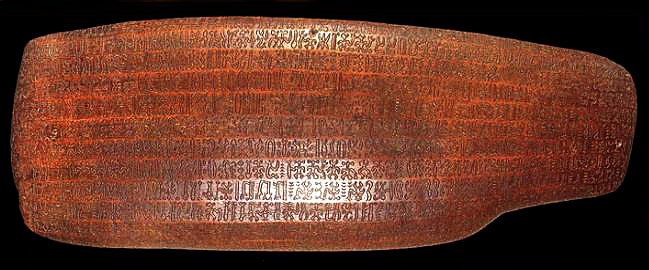
Une des premières tablettes trouvées au XIXe siècle.

Rongorongo est le nom donné à un système de signes gravés sur bois qui pourraient constituer soit une écriture, soit un moyen mnémotechnique pour des récitations de mythes ou de généalogies. Découvertes sur l'île de Pâques en 1864 par le missionnaire Eugène Eyraud[réf. nécessaire], ces inscriptions ont résisté à toutes les tentatives de déchiffrement. 

## Histoire
Les datations au carbone 14 effectuées en 2024 sur une tablette en bois, montrent que les inscriptions datent du milieu du XVe siècle, et donc d'avant la découverte de l'île de Pâques par l'Occident.

## Aspect général

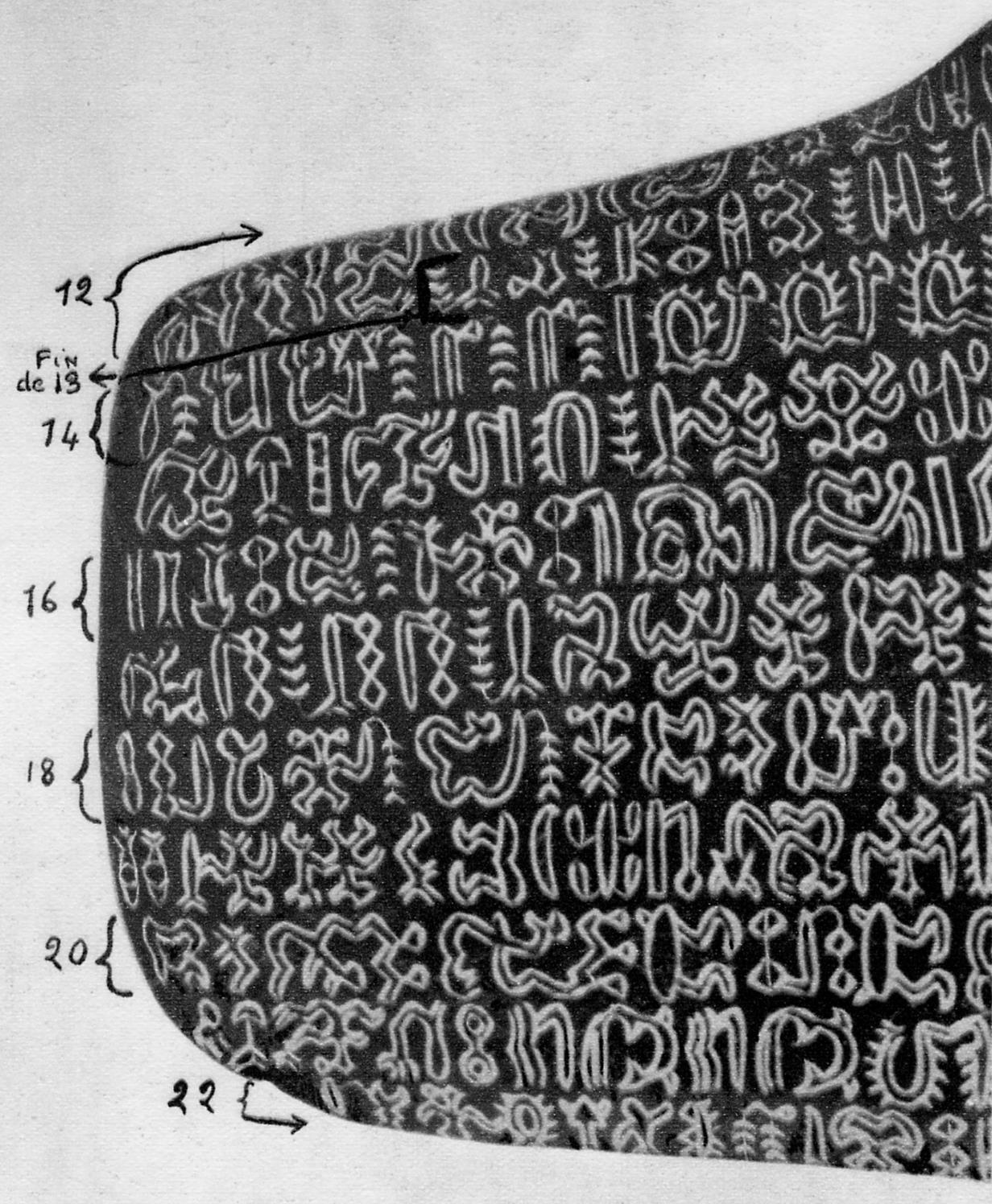
Échantillon de signes (photographié à l'envers).

Les signes des tablettes présentent l'aspect d'homoncules et d'animaux stylisés, parfois de plantes, souvent de formes géométriques ou fantastiques, et d'objets que l'on a du mal à interpréter. Ces signes sont codés par la norme ISO 15924.
Seules trois certitudes émergent de leur étude :
- le sens de lecture en « boustrophédon inversé » : les signes sont alignés en longues séquences, une ligne à l'endroit, une ligne à l'envers, et on a pu vérifier qu'il fallait les lire de gauche à droite en partant de la ligne inférieure de chaque tablette ; leur disposition alternativement inversée fait qu'il faut retourner le support à chaque nouvelle ligne[3] ;
- des séries de symboles (par exemple : oiseau-pénis-poisson-vulve-humain) se répètent à plusieurs reprises, comme un refrain, ce qui a été rapproché[4] des refrains traditionnels des hymnes généalogiques polynésiens (« les oiseaux ont copulé avec les poissons et ainsi ont été engendrés les premiers hommes ») ;
- la présence sur la tablette dite « Mamari » de deux lignes représentant un calendrier lunaire[5].

## Corpus
Vingt-six objets en bois portant des inscriptions rongorongo ont été collectés dans la seconde moitié du XIXe siècle et sont aujourd'hui conservés dans des musées et des collections particulières. Il s'agit majoritairement de tablettes mais aussi d'un bâton de chef, d'une statuette d'homme-oiseau tangata manu, et deux reimiro (ornement pectoral). La tradition épigraphique les désigne soit par une lettre majuscule soit par un nom descriptif. Ces vingt-six objets compteraient quelque 15 000 glyphes comprenant 400 signes distincts.
| Code de Barthel | Code de Fischer | Surnom                                     | Recto (face A) | Verso (face B) | Localisation de conservation | Détails |
| --------------- | --------------- | ------------------------------------------ | -------------- | -------------- | ---------------------------- | --- |
| A               | RR1             | Tablette A Tahua                           |                |                | Rome                         | Gravé sur une rame américaine ou européenne.                                                                            |
| A               | RR1             | Tablette A Tahua                           |                |                | Rome                         | Gravé sur une rame américaine ou européenne.                                                                            |
| B (en)          | RR4             | Tablette B Aruku Kurenga                   |                |                | Rome                         | |
| C (en)          | RR2             | Tablette C Mamari                          |                |                | Rome                         | Contient des informations calendaires.                                                                                  |
| D (en)          | RR3             | Tablette D Echancrée                       |                |                | Pape‘ete                     | Tablette offerte à l'évêque Jaussen comme bobine pour un don de cheveux. Les deux côtés sont de deux mains différentes. |
| E (en)          | RR6             | Tablette E Keiti                           |                |                | Louvain                      | Détruit dans un incendie lors de la Première Guerre mondiale. Une copie existe.                                         |
| F (en)          | RR7             | Tablette F Chauvet                         |                |                | New York                     | Un fragment grossièrement exécuté.                                                                                      |
| G (en)          | RR8             | Tablette G Petit Santiago                  |                |                | Santiago                     | |
| H (en)          | RR9             | Tablette H Grand Santiago                  |                |                | Santiago                     | |
| I (en)          | RR10            | Tablette I Santiago Staff                  |                |                | Santiago                     | Un bâton de chef. |
| J (en)          | RR20            | Tablette J Reimiro 1                       |                |                | Londres                      | Ornement pectoral décoré de 2 glyphes. Probablement ancien.                                                             |
| K (en)          | RR19            | Tablette K Londres                         |                |                | Londres                      | Moitié dupliquée mais pas copiée de Gr. Grossièrement exécuté.                                                          |
| L (en)          | RR21            | Tablette L Reimiro 2                       |                |                | Londres                      | Ornement pectoral décoré d'une ligne de glyphes. Probablement ancien.                                                   |
| M (en)          | RR24            | Tablette M Grande Vienne                   |                | NA             | Vienne                       | La face B est perdue. En mauvais état ; une ancienne transcription a préservé la majeure partie du texte.               |
| N (en)          | RR23            | Tablette N Petite Vienne                   |                |                | Vienne                       | Gravure complexe. |
| O (en)          | RR22            | Tablette O Boomerang                       |                | NA             | Berlin                       | En mauvais état. Aucun des glyphes de la face B ne peut être identifié.                                                 |
| P (en)          | RR18            | Tablette P Grand St Pétersbourg            |                |                | Saint-Pétersbourg            | |
| Q (en)          | RR17            | Tablette Q Small St Pétersbourg            |                |                | Saint-Pétersbourg            | Un gros plan de Qr3-7 apparaît dans la boîte d'information de la page en anglais.                                       |
| R (en)          | RR15            | Tablette R Small Washington                |                |                | Washington                   | |
| S (en)          | RR16            | Tablette S Large Washington                |                |                | Washington                   | |
| T (en)          | RR11            | Tablette T Honolulu 1                      |                | NA             | Honolulu                     | Un seul côté connu. En mauvais état.                                                                                    |
| U (en)          | RR12            | Tablette U Honolulu 2                      |                | NA             | Honolulu                     | En mauvais état. |
| V (en)          | RR13            | Tablette V Honolulu 3                      |                | NA             | Honolulu                     | En mauvais état. |
| W (en)          | RR14            | Tablette W Honolulu 4                      | NA             | NA             | Honolulu                     | Un seul côté connu. Fragment.                                                                                           |
| X (en)          | RR25            | Tablette X Tangata Manu (New York birdman) |                |                | New York                     | Un homme-oiseau décoré de glyphes.                                                                                      |
| Y (en)          | RR5             | Tablette Y Paris Snuff Box                 |                |                | Paris                        | Objet formé de trois morceaux de tablette. Glyphes sur les faces externes de la boite.                                  |
| Z (en)          | T4              | Tablette Z Poike                           |                | NA             | Santiago                     | Fragment. Fischer le considère comme une pièce pour touriste.                                                           |

## Tentatives de déchiffrage
À partir du corpus de tablettes et des différents inventaires établis, plusieurs chercheurs et linguistes ont tenté de traduire les textes gravés.